# Clemente Velásquez
Clemente Velásquez (Callao, Perú; 2 de noviembre de 1927) fue un futbolista peruano. Desempeñó como arquero en diversos equipos del Perú. También jugó en México y en Venezuela.

## Trayectoria
Se inició en el desaparecido Club Association Chorrillos. Luego llegó al Sport Boys Association en 1950, donde fue suplente y no llegó a debutar en ese año. Pero al año siguiente fue titular en la mayor parte del campeonato donde la misilera logró el título del primer campeonato profesional en el Perú, el Campeonato Peruano de Fútbol de 1951.
Se mantuvo en Boys hasta mediados de 1953 cuando emigró al Club Deportivo Oro de México. Después regreso al Perú para jugar por Alianza Lima, Atlético Chalaco, Defensor Lima y finalmente en el Cienciano del Cuzco donde se retiró. También fue seleccionado nacional en el Campeonato Panamericano de Fútbol 1952 realizado en Chile.

## Selección nacional
Fue internacional con la Selección de fútbol del Perú en dos partidos de la Copa del Pacífico 1953. Anteriormente había formado parte del plantel que disputó el Campeonato Panamericano 1952 pero no llegó a jugar.

### Participaciones en Campeonato Panamericano
| Panamericanos                | Sede  | Resultado |
| ---------------------------- | ----- | --------- |
| Campeonato Panamericano 1952 | Chile | Cuarto    |

## Clubes
| Club                   | País      | Temporada |
| ---------------------- | --------- | --------- |
| Association Chorrillos | Perú      | 1949      |
| Sport Boys             | Perú      | 1950-1953 |
| Oro                    | México    | 1953-1954 |
| Alianza Lima           | Perú      | 1954-1958 |
| Mariscal Castilla      | Perú      | 1959      |
| Atlético Chalaco       | Perú      | 1960-1961 |
| Defensor Lima          | Perú      | 1962      |
| Juventud Gloria        | Perú      | 1963      |
| La Salle               | Venezuela | 1964      |
| Mariscal Sucre         | Perú      | 1965-1966 |
| Cienciano              | Perú      | 1967      |

## Palmarés

### Campeonatos nacionales
| Título           | Club       | País | Año  |
| ---------------- | ---------- | ---- | ---- |
| Primera División | Sport Boys | Perú | 1951 |